# NGC 2522
NGC 2522 est une galaxie lenticulaire située dans la constellation du Cancer. NGC 2522 a été découverte par l'astronome allemand Albert Marth en 1865.

## Caractéristiques
Sa vitesse par rapport au fond diffus cosmologique est de 4 934 ± 16 km/s, ce qui correspond à une distance de Hubble de 72,8 ± 5,1 Mpc (∼237 millions d'al).
Selon la base de données Simbad, NGC 2522 est une galaxie LINER, c'est-à-dire une galaxie dont le noyau présente un spectre d'émission caractérisé par de larges raies d'atomes faiblement ionisés.